# SN 2012ad
SN 2012ad – supernowa typu Ia, odkryta 26 stycznia 2012 roku w galaktyce A063845+6720. W momencie odkrycia, miała maksymalną jasność 17,9m.